# Yekeh Sūr
Yekeh Sūr (persiska: يِكِه سور) är en ort i Iran.   Den ligger i provinsen Golestan, i den norra delen av landet, 400 km öster om huvudstaden Teheran. Yekeh Sūr ligger 602 meter över havet och antalet invånare är 102.
Terrängen runt Yekeh Sūr är huvudsakligen kuperad, men söderut är den bergig. Runt Yekeh Sūr är det ganska glesbefolkat, med 48 invånare per kvadratkilometer. Närmaste större samhälle är Mīnūdasht, 12,5 km nordväst om Yekeh Sūr. I omgivningarna runt Yekeh Sūr växer i huvudsak blandskog.